# Ischasia picticornis
Ischasia picticornis är en skalbaggsart som beskrevs av Dmytro Zajciw 1973. Ischasia picticornis ingår i släktet Ischasia och familjen långhorningar. Inga underarter finns listade i Catalogue of Life.